# Siemens Viaggio Next Level
A Siemens Viaggio Next Level a Siemens Mobility által gyártott mozdonyvontatású vasúti személykocsik márkája. A kocsit a korábbi Siemens Viaggio Comfort vasúti kocsikra épült. A kocsik először 2023 végén fognak először forgalomba állni a Nightjet hálózatán Bécs-Olaszország és Bécs-Hamburg között.

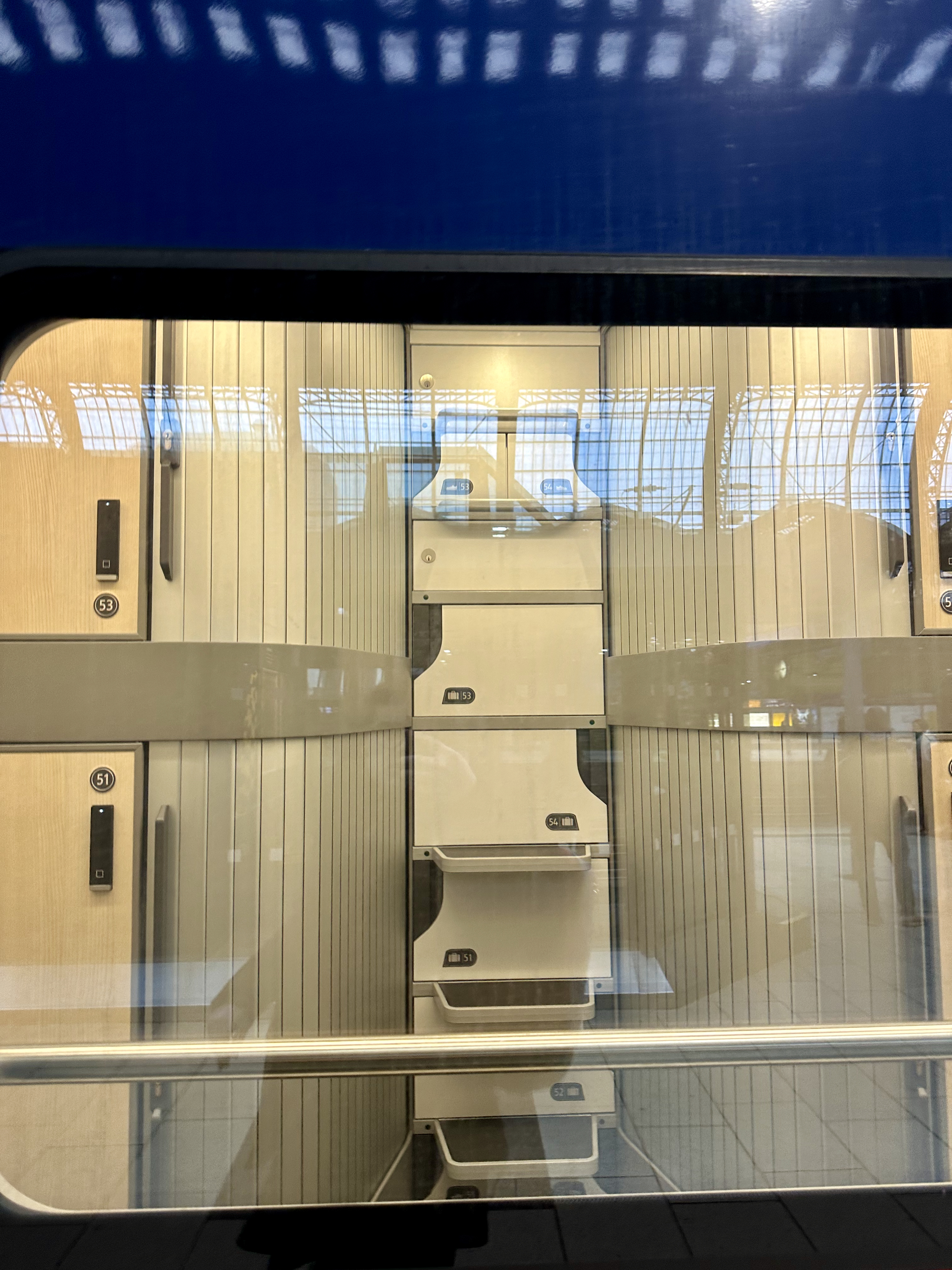
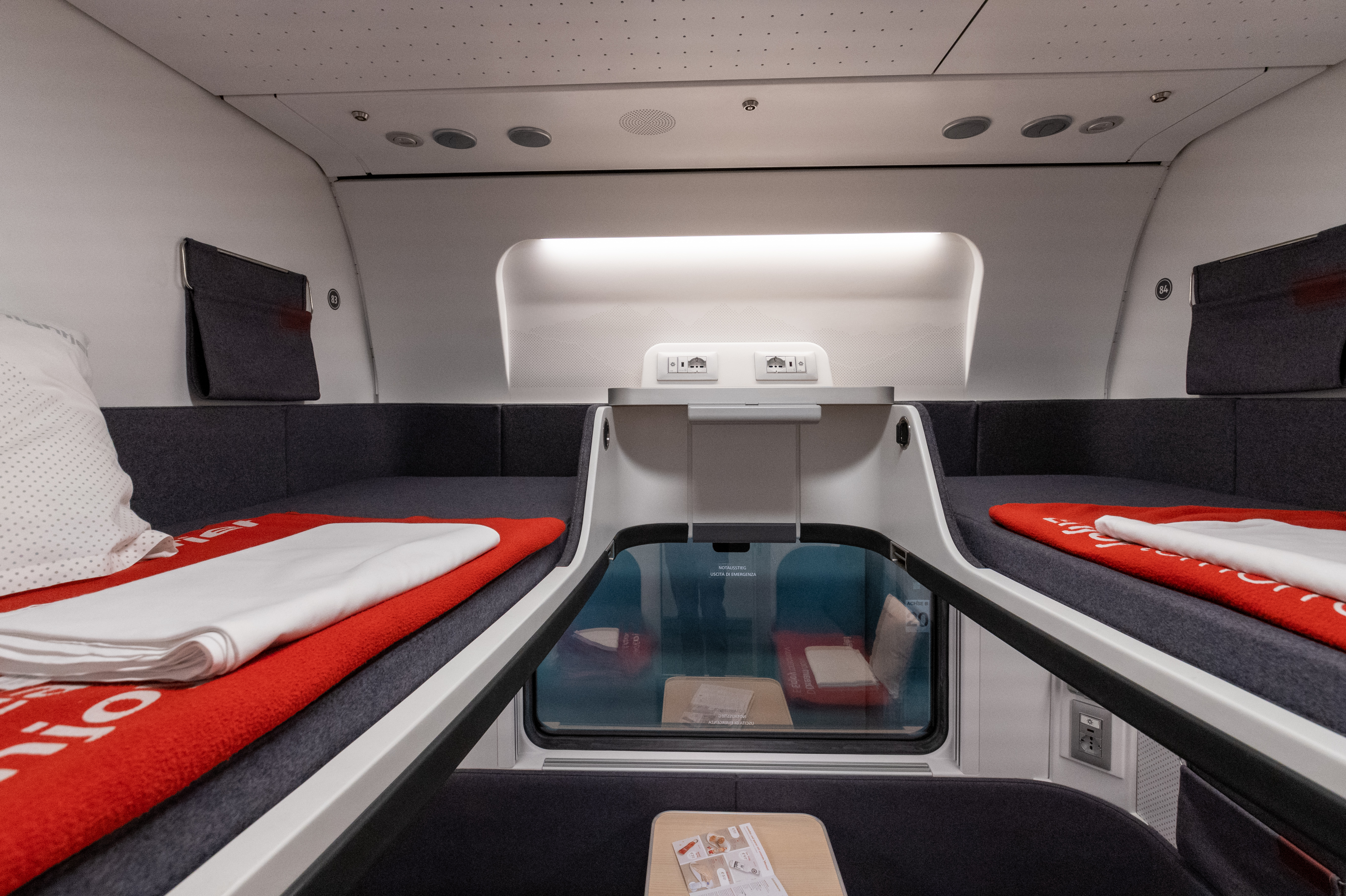
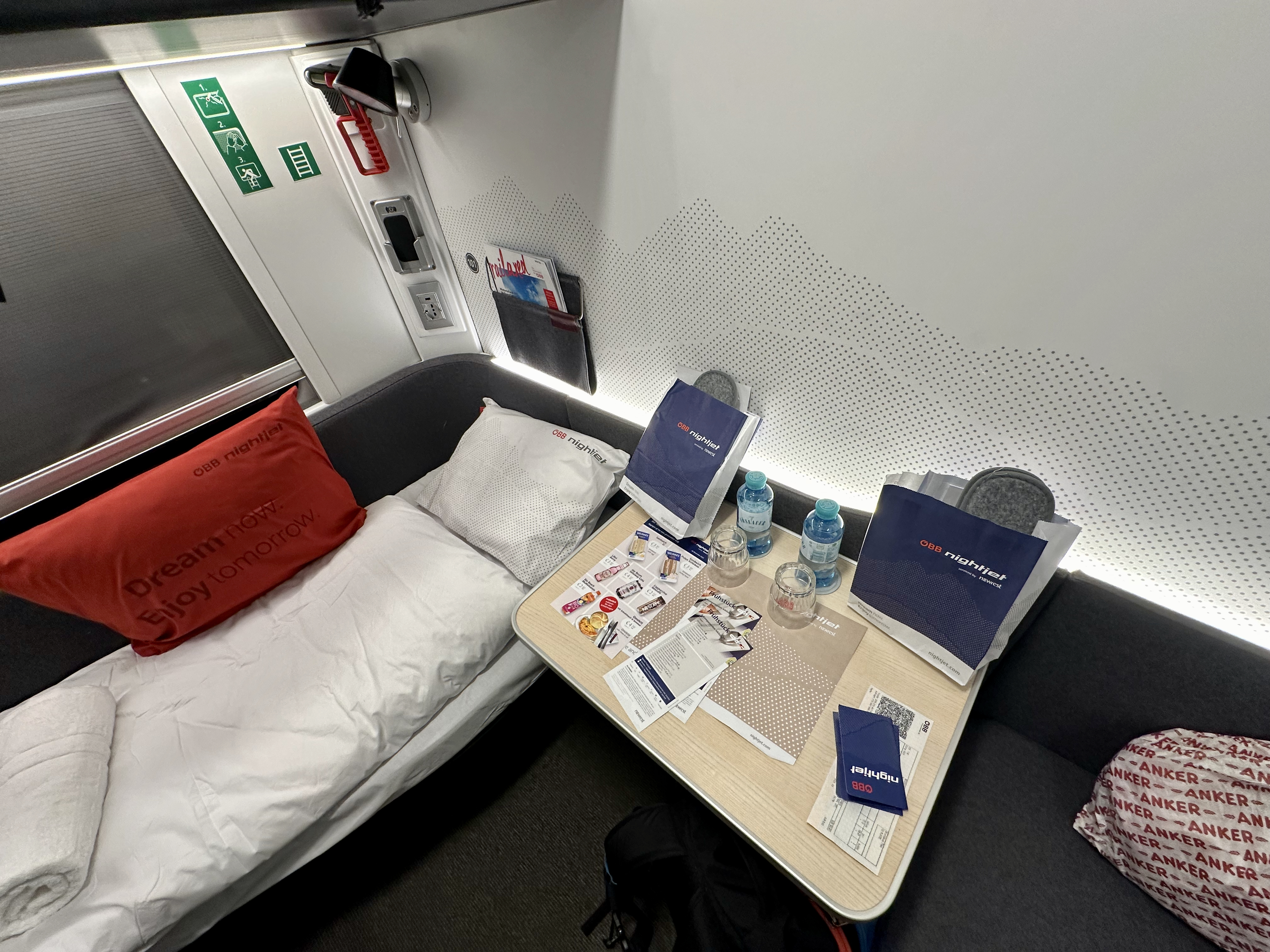
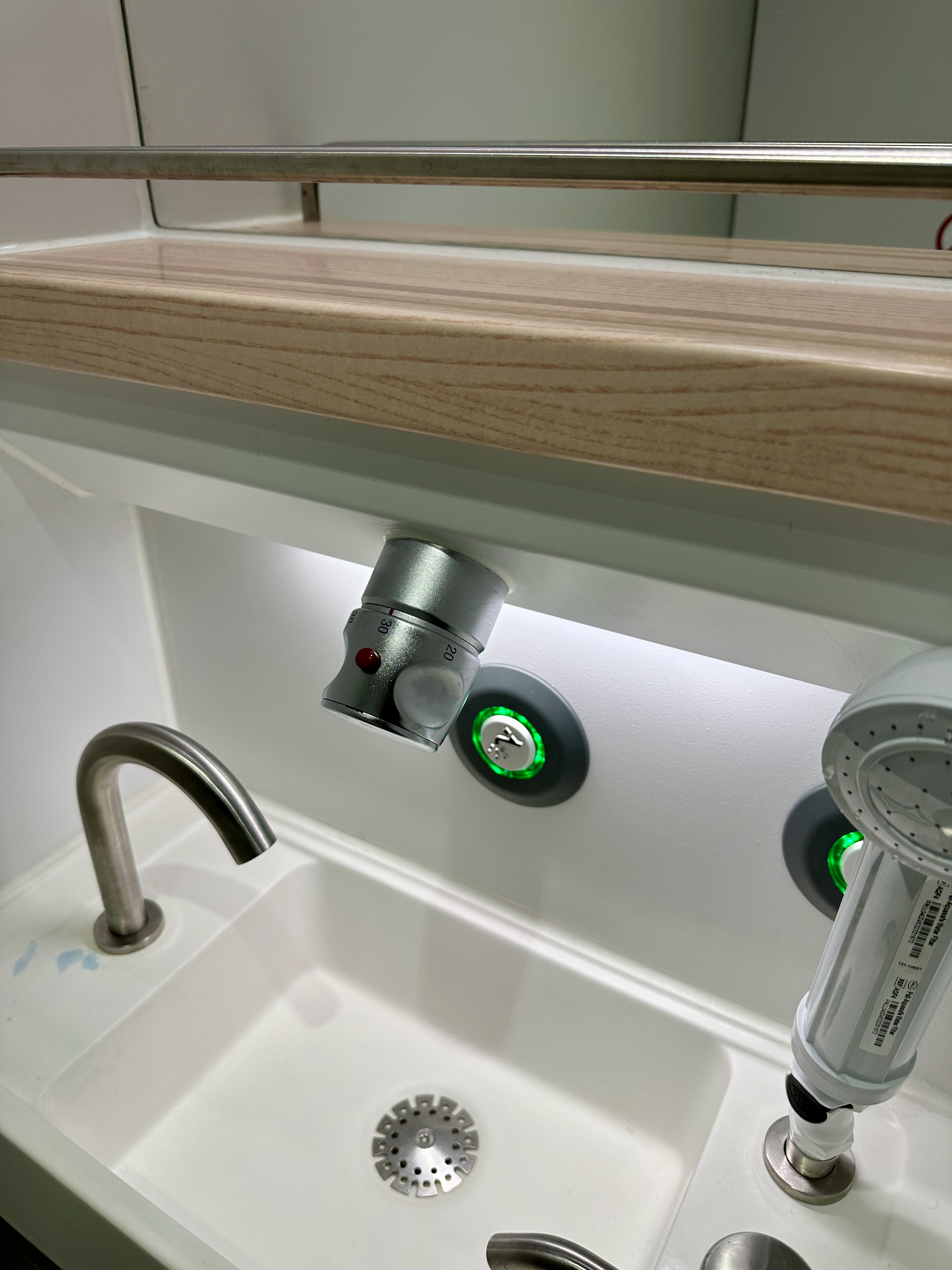
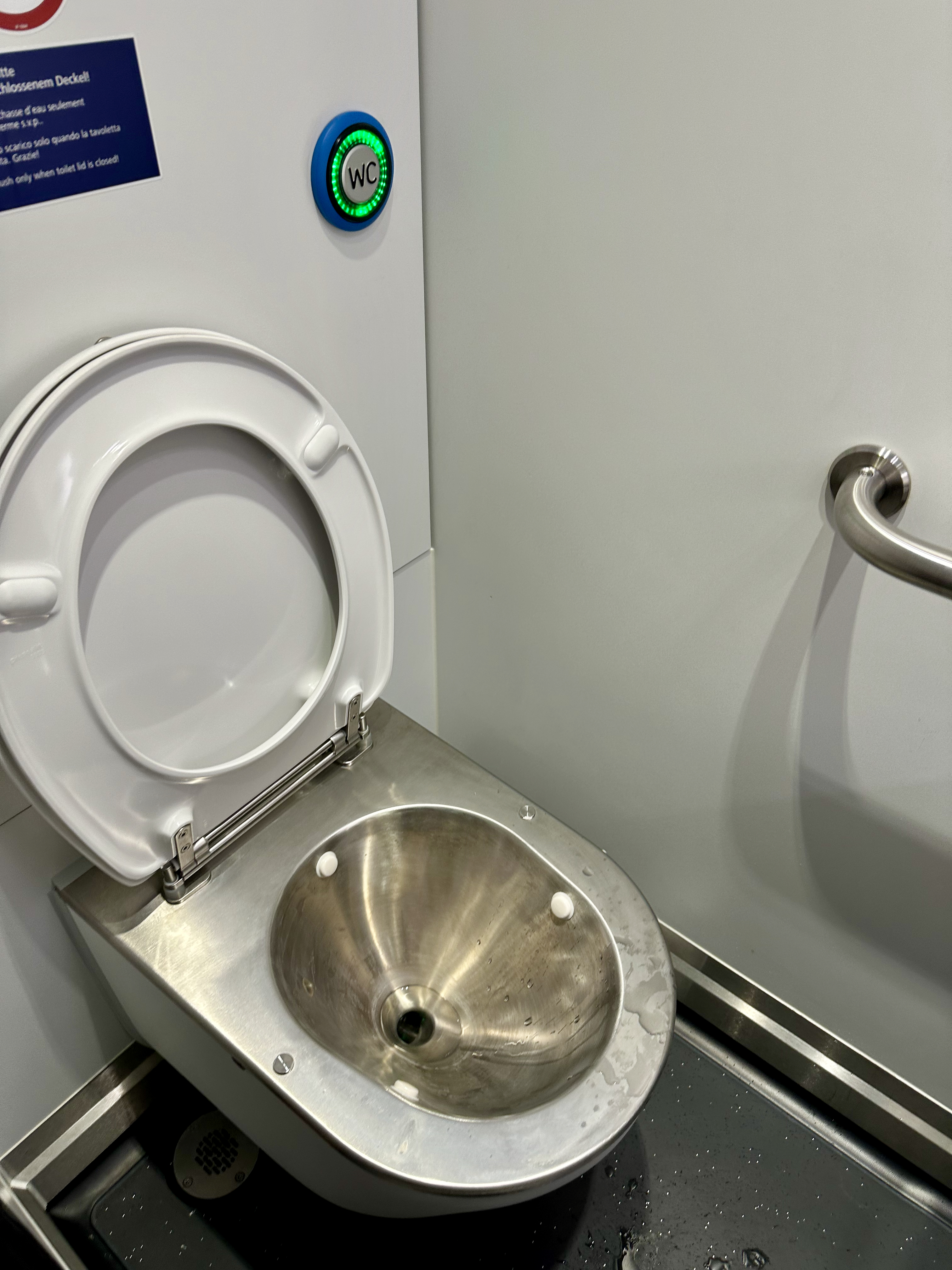

## Története
Az ÖBB 2018-ban 13 Nightjet és 8 Railjet ingavonatot rendelt a Siemenstől.
Később az ÖBB további 20 hétrészes éjszakai vonatot rendelt a Siemens Mobilitytől. Így 2025-ig összesen 33 ÖBB Nightjet fog közlekedni Ausztriában, Németországban, Olaszországban, Svájcban és Hollandiában, amelyek a meglévő éjszakai vonatok nagy részét felváltják. Az új vonatok nagyobb kapacitással, nagyobb kényelemmel rendelkeznek és több magánéletet biztosítanak. "Bécsből építjük ki a jövő európai éjszakai vonathálózatát" - mondta Leonore Gewessler éghajlatvédelmi miniszter.
Jelenleg az új generációból 13 Nightjet épül az első lehívásból. A vonatokat a Bécsből és Innsbruckból Hamburgba és Amszterdamba közlekedő járatokra, valamint a Bécsből Bregenzbe és Zürichbe tartó útvonalakra szánják. A Grazból Zürichbe, valamint Zürichből Hamburgba és Amszterdamba közlekedő járatokat szintén az új vonatok fogják kiszolgálni. Az első ilyen vonatokat 2023 decemberében állítják forgalomba az Ausztriából és Németországból Olaszországba tartó járatokon. Az ÖBB és a Siemens Mobility közötti keretmegállapodás jelenlegi második lehívásával további 20 Nightjetet rendeltek.
A vonatok várhatóan 2023 decemberében állnak majd forgalomba, először az olaszországi vonalakon a szigorodott olasz tűzvédelmi szabályzatok miatt.

## Technikai jellemzői
Az új generációs, hét kocsiból álló Nightjet ingavonatok mindegyike két ülő-, három fekvő- és két hálókocsiból áll. Újdonság a fedélzeten az ingyenes WLAN, amely korábban csak a távolsági forgalomban közlekedő Railjetekre volt korlátozva. Az új Nightjetekkel a jövőben akadálymentes éjszakai utazás is lehetséges lesz. Minden Nightjet multifunkcionális kocsival lesz felszerelve, alacsonypadlós bejárattal, akadálymentes fekvőfülkével és akadálymentes WC-vel. A szerelvényt bármilyen mozdony vontathatja, ingavonatként pedig az ÖBB 1016, ÖBB 1116, ÖBB 1216 és az ÖBB 1293 sorozat tudja továbbítani. A vezérlőkocsi vezetőállásának a kialakítása a Siemens Vectron formavilágát idézi.
A mobil eszközöket USB-portról és indukciós töltővel is feltölthetőek lesznek.

## Képek

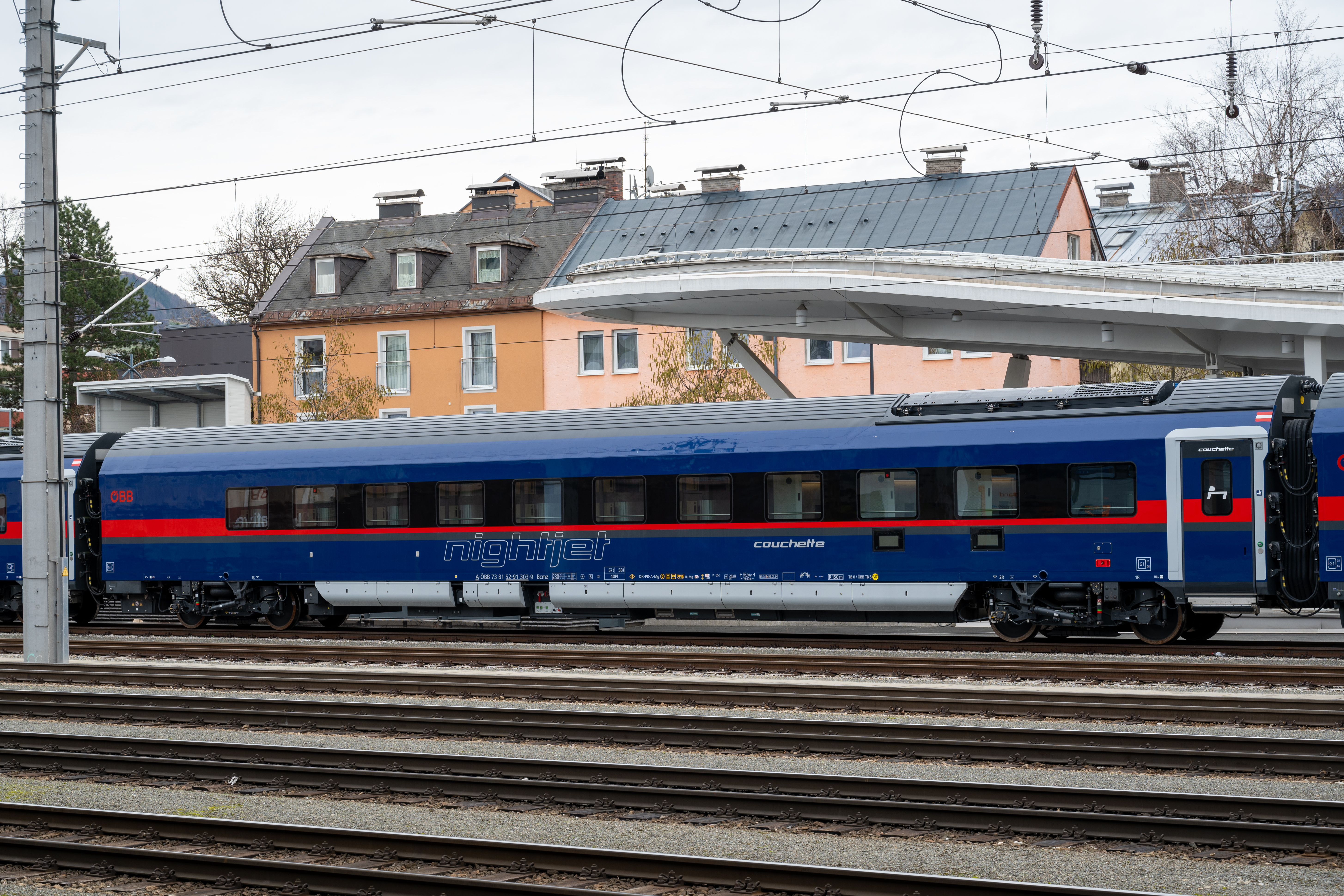
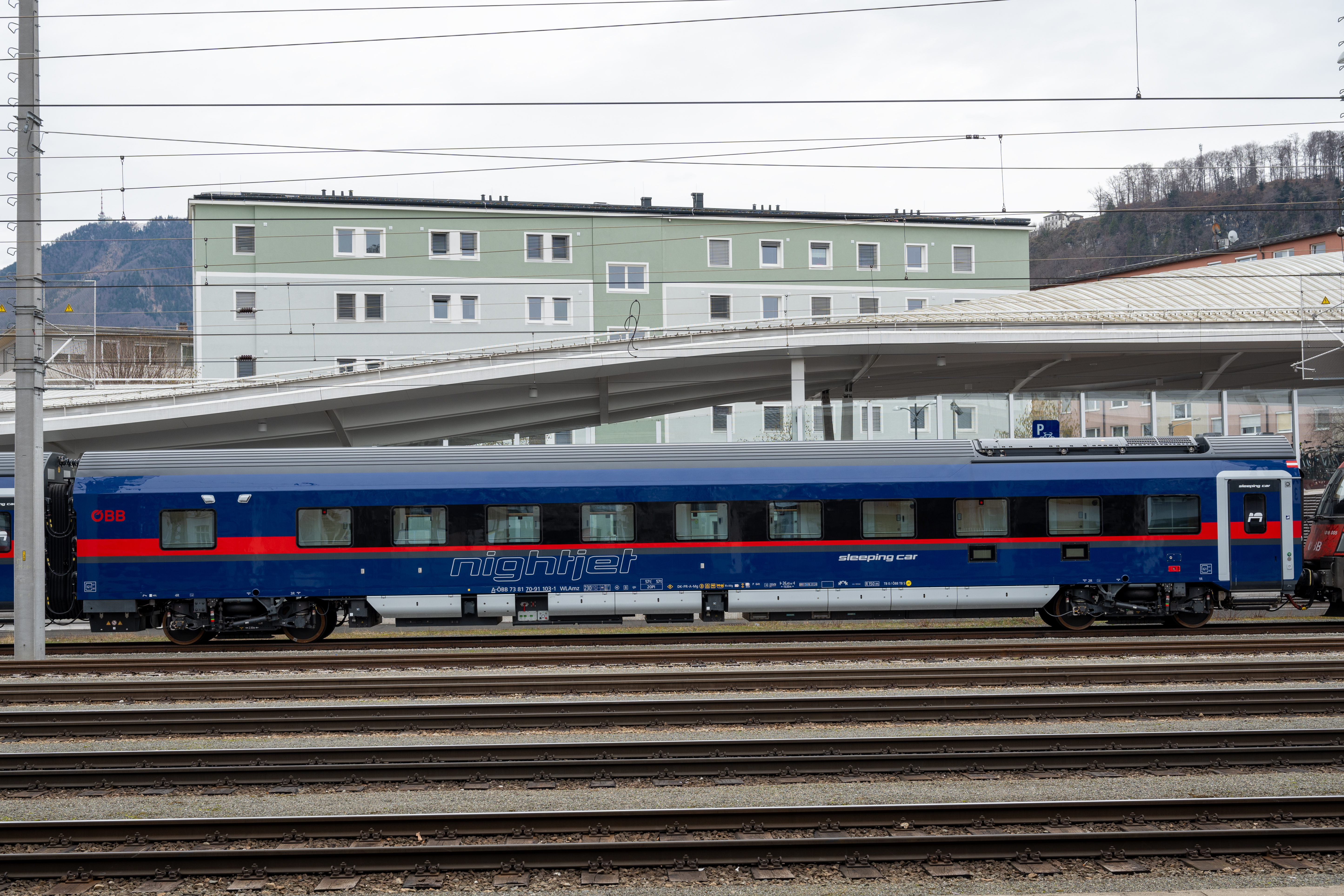
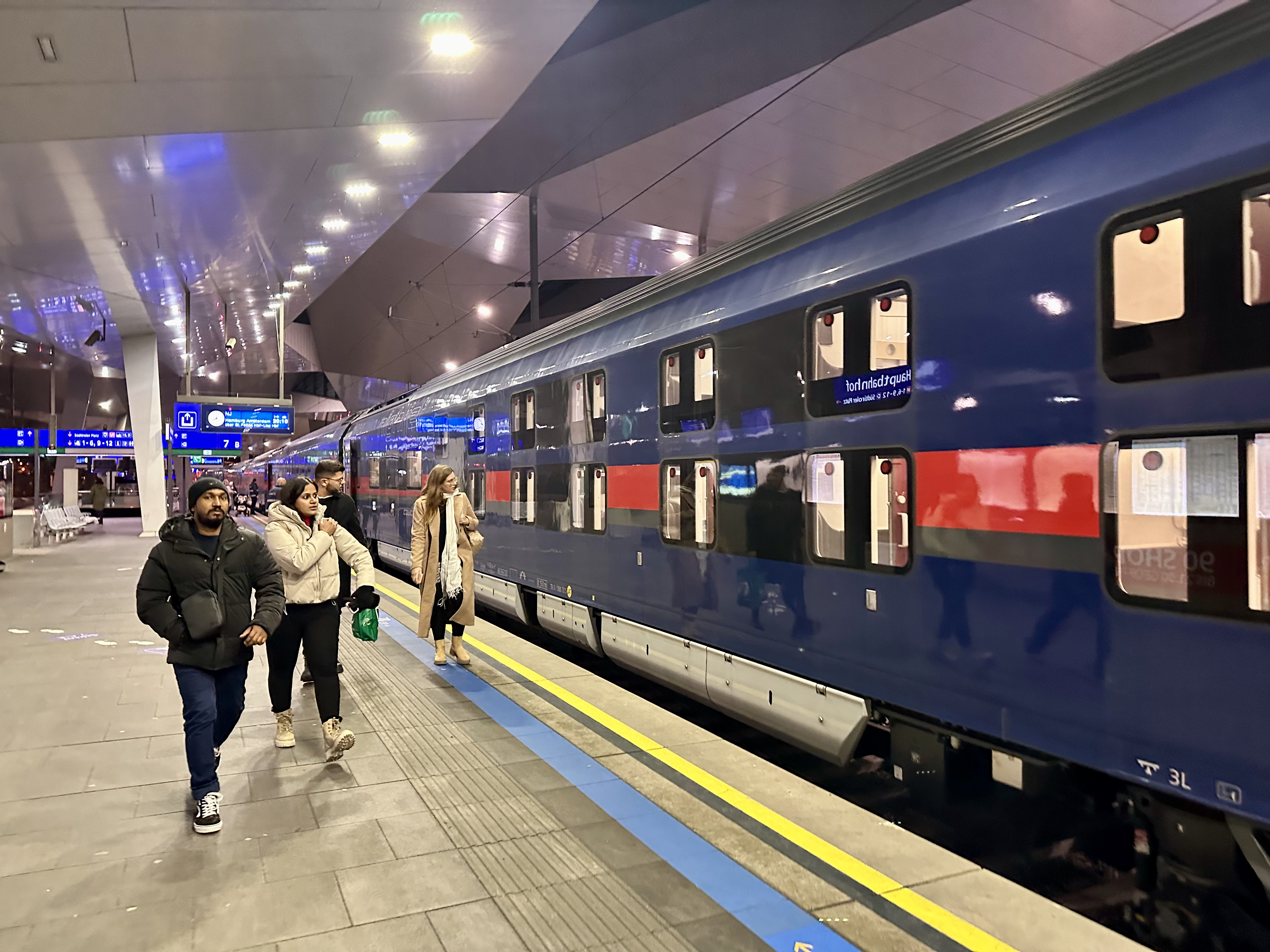
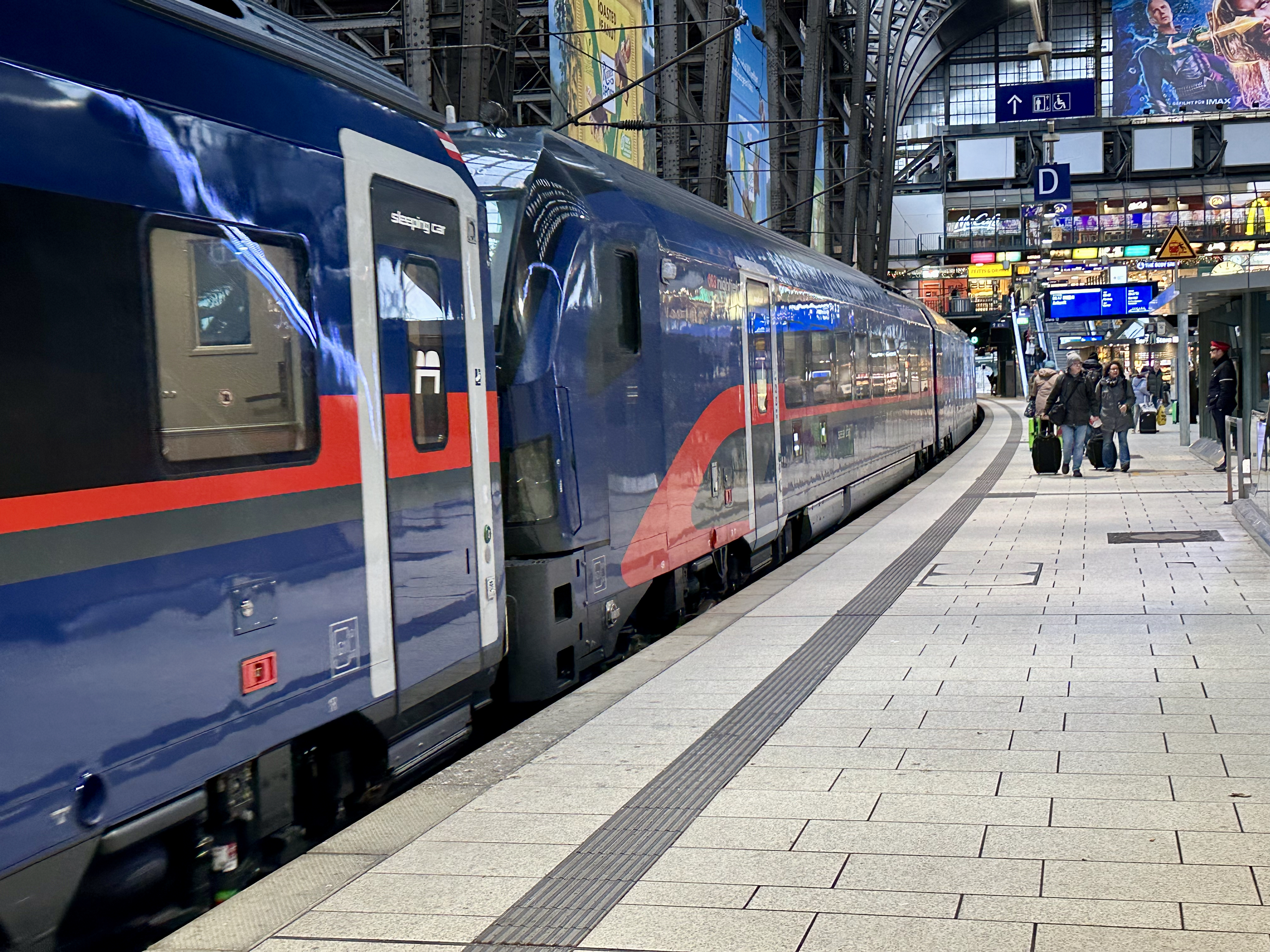
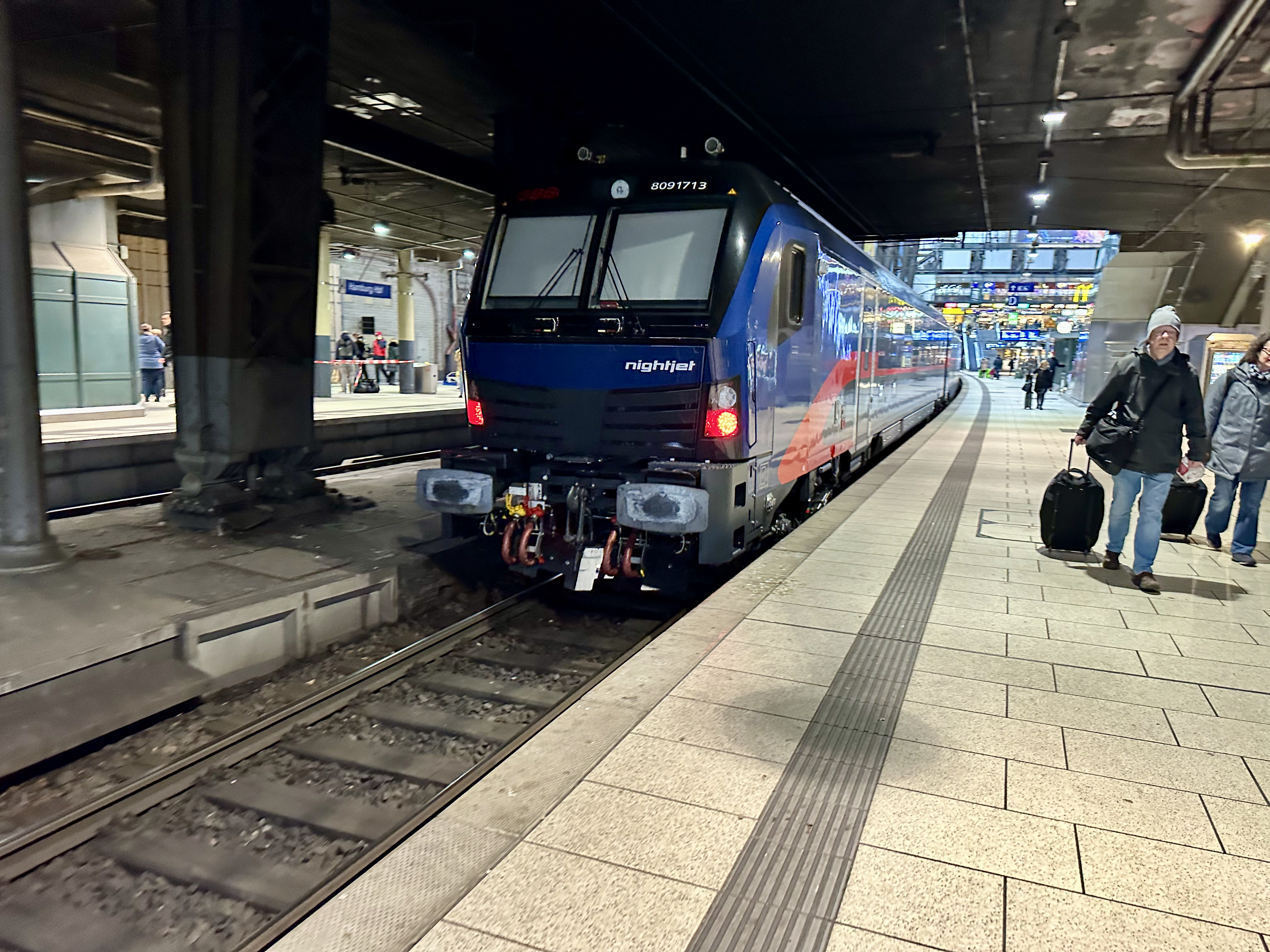